# Örkény
Örkény är en mindre stad i Ungern med 4 938 invånare (2020).